# Kerepes, Pesta
Kerepes  este un sat în districtul Gödöllő, județul Pesta, Ungaria, având o populație de 9.639 de locuitori (2011). 

## Demografie
Componența etnică a satului Kerepes
     Maghiari (91,21%)
     Germani (3,29%)
     Romi (1,99%)
     Slovaci (1,18%)
     Necunoscut (1,1%)
     Alții (1,24%)
Componența confesională a satului Kerepes
     Romano-catolici (35,63%)
     Fără religie (17,43%)
     Reformați (8,84%)
     Atei (2,14%)
     Luterani (1,56%)
     Greco-catolici (1,17%)
     Necunoscută (33,12%)
     Alte religii (2,77%)
Conform recensământului din 2011, satul Kerepes avea 9.639 de locuitori. Din punct de vedere etnic, majoritatea locuitorilor (91,21%) erau maghiari, existând și minorități de germani (3,29%), romi (1,99%) și slovaci (1,18%). Apartenența etnică nu este cunoscută în cazul a 1,1% din locuitori. Nu există o religie majoritară, locuitorii fiind romano-catolici (35,63%), persoane fără religie (17,43%), reformați (8,84%), atei (2,14%), luterani (1,56%) și greco-catolici (1,17%). Pentru 33,12% din locuitori nu este cunoscută apartenența confesională.